# 關原 (台灣)
24°11′6.24″N 121°20′31.66″E / 24.1850667°N 121.3421278°E

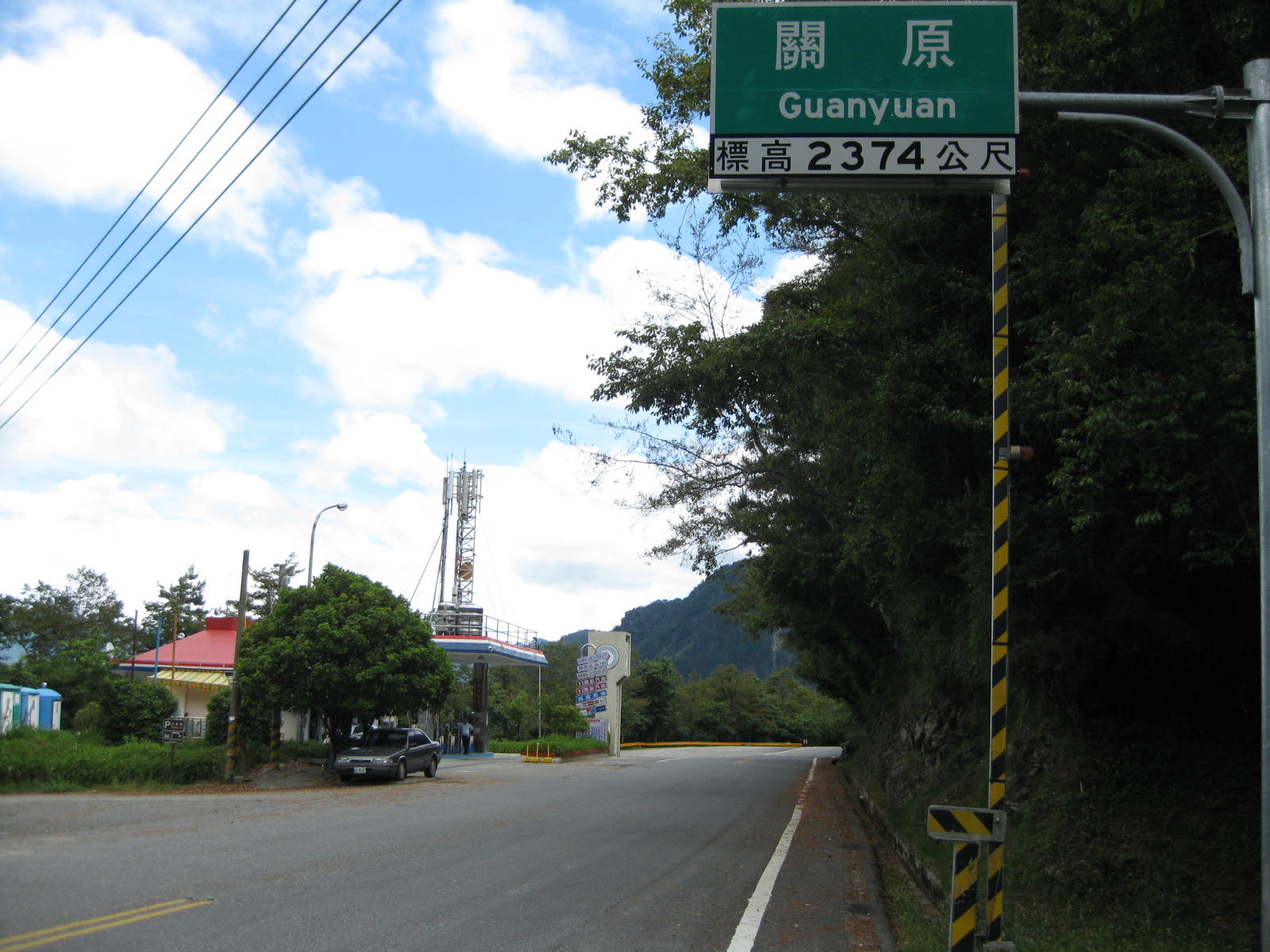
關原

關原，海拔2374.2公尺，台灣中橫公路旅遊景點，位於台8線117公里處，屬花蓮縣秀林鄉富世村，太魯閣國家公園西北境。受高山地形與氣候所致，常有雲海此處繚繞，故得名「關原雲海」。

## 地理

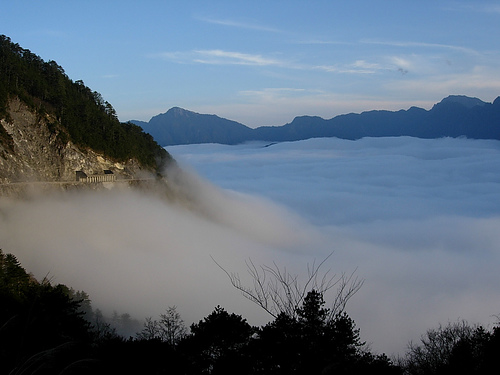
圖1：關原雲海。圖左是金馬隧道行經峭壁地形。

關原位中央山脈，故居北方畢祿山臨下，並南鄰塔次基里溪（立霧溪），與對岸屏風山遙望；沿中橫公路，介於東方碧綠神木、西方大禹嶺之間，為一處平坦的高地，關原加油站設立於此。在屏風山西麓，沿塔次基里溪開闢軍用道路，是台灣總督佐久間左馬太為討伐太魯閣原住民可運送軍械、砲彈之用，並在屏風溪、塔次基里溪匯流處形成一塊河階做為駐紮營地，該地由太魯閣討伐戰指揮官佐久間左馬太以岐阜縣「關原」命名，此為現今所稱「關原舊址」。

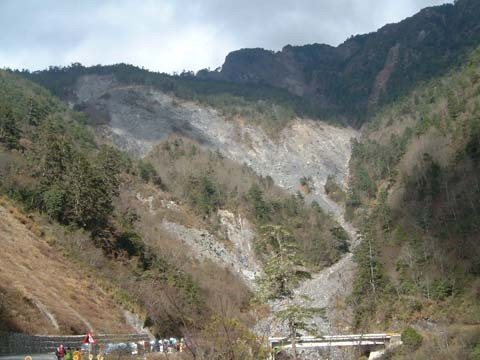
圖2：關原大崩壁位於關原橋上方。

關原地層構造是屬大禹嶺層，為中新世年代生成，與西方大禹嶺同屬相同地質，在關原則是由板岩、千枚岩、變質砂岩構成，具有劈理、褶皺等現象，並在關原有發現石英脈露頭。大禹嶺層向東延伸至匡廬隧道、關原橋一帶，臨黑岩山層，因此在關原橋可見溪谷的破碎地形（見圖2），該處為關原斷層行經，繼續往東便是碧綠隧道、金馬隧道，該路段與關原已有一段距離，在地層上呈現出差異，加上位居多條斷層帶，因此碧綠隧道、金馬隧道的路段便呈現裸露天祥層的峭壁地形（見圖1）。

## 設施
- 台灣中油關原加油站，1986年設立，為全台灣海拔最高的加油站[11][12]。
- 關原焚化廠：因地處偏遠，與最近焚化廠仍有2個多小時車程，為解決合歡山區的垃圾問題所設立，後來焚化爐老舊而改建，1996年5月6日完工啟用，直到太魯閣國家公園管理處2009年9月18日公告焚化廠廢止[13][14]。
- 救國團觀雲山莊：前身是為中部橫貫公路關原工務段，日治時期是一處警察駐在所[4]。
- 合歡派出所：目前台灣海拔最高的派出所[15]。

## 周邊景點
- 大禹嶺
- 合歡觀雲（關原雲海）
- 合歡越嶺古道
- 關原大崩壁

## 釋
1. ↑  地理學家陳肇夏於1979年發表《臺灣中部橫貫公路沿線地質》命名「大禹嶺層」（廬山層劃分出來）、「黑岩山層」（畢祿山層劃分出來）。

## 外部連結
- 關原－太魯閣國家公園 （页面存档备份，存于）